# Sivin'
Il Sivin' (in russo  Сивинь?; in lingua mokša: Севонь) è un fiume della Russia europea (Mordovia), affluente di destra della Mokša. Appartiene al bacino del Volga.

## Descrizione
La sorgente del fiume si trova in piccole paludi vicino al villaggio di Puškino, nel distretto  Kadoškinskij; il corso del fiume si svolge inizialmente verso nord-est, poi a Staroe Šaigovo gira a nord-ovest. 
Sfocia nella Mokša a 338 km dalla foce. La lunghezza del fiume è di 124 km, l'area del suo bacino è di 1 830 km². La larghezza del canale nel tratto inferiore raggiunge i 30 metri, la profondità è di 3 metri. Il fondo del fiume è prevalentemente sabbioso, ma vicino al villaggio di Sivin' è roccioso.